# Alex Rider (TV-serie)
Alex Rider är en brittisk action- och äventyrsserie från 2020. Serien är baserad på Anthony Horowitzs spionböcker om Alex Rider. Första säsongen består av åtta avsnitt och den svenska premiären är planerad till den 5 juni 2020 på Viaplay.
En andra säsong hade premiär 2022 och en tredje säsong kommer att ha svensk premiär under 2023. I säsong 3 kommer Sofia Helin att medverka.

## Handling
Serien handlar om tonåringen Alex Rider från London. Han rekryteras av brittiska underrättelsetjänsten MI6 med syfte att infiltrera en konstroversiell privatskola i de franska alperna.

## Rollista (i urval)
- Otto Farrant – Alex Rider
- Brenock O'Connor – Tom
- Stephen Dillane – Alan Blunt
- Vicky McClure – fru Jones
- Andrew Buchan – Ian Rider
- Haluk Bilginer – Dr. Hugo Grief
- Ronkẹ Adékoluẹjo – Jack Starbright
- Katrin Vankova – Laura